# MOODYZ
MOODYZ (ムーディーズ) là một nhà sản xuất phim khiêu dâm của Nhật Bản.